# Gemotoriseerde brigade
De gemotoriseerde brigade is een van twee operationele brigades in de Belgische landcomponent. In deze brigade zijn er vijftien gevechtseenheden met zwaar bepantserde voertuigen. Het is de grootste eenheid binnen de landcomponent die permanent kan ingezet worden in operaties voor veiligheid en vrede, zowel nationaal als internationaal. De gemotoriseerde brigade beschikt over meer vuurkracht en een hogere beschermingsgraad dan het Special Operations Regiment. De gemotoriseerde brigade telt meer dan 7500 troepen.
Het hoofdkwartier van de gemotoriseerde brigade is opgedeeld in een hoofdkwartier in Leopoldsburg en een in Marche-en-Famenne, waar ook de brigadecommandant zijn bureau heeft. Er zijn vijf manoeuvre-eenheden in Leopoldsburg, Marche-en-Famenne en Spa. Beide hoofdkwartieren adviseren de brigadecommandant, vormen de link tussen de eenheden van de brigade en organiseren de voorbereiding op en deelname aan binnen- en buitenlandse opdrachten. De brigade gebruikt verschillende gepantserde wielvoertuigen, waaronder de VBMR Griffon, EBRC Jaguar, LMV lynx, Pandur I en gepantserde vrachtwagens.
In de nabije toekomst zal de structuur van de gemotoriseerde brigade veranderen van vijf maneuver bataljons naar vier infanterie- en twee cavaleriebataljons. Ieder infanteriebataljon zal over een operationele compagnie reservisten beschikken. Twee identieke geniebataljons, twee logistieke bataljons en twee communicatie eenheden. Het ISTAR bataljon zal volgens het STAR plan uitgerust worden met moderne sensoren. Het artilleriebataljon zal beschikken over 155mm houwitzers en luchtafweer geschut.

## Battlegroups
De gemotoriseerde brigade bestaat uit zo genaamde battlegroups. Dit zijn interwapen-samengestelde eenheden die in staat zijn om voor een bepaalde tijd onafhankelijk operaties uit te voeren. Ze bestaan uit een mix van infanterie-, genie-, ISTAR-, CIS-, logistiek- en artillerie-troepen. Hierdoor kunnen ze zich makkelijk aanpassen aan hun omgeving en kunnen ze snel ingezet worden.
- De grotere groep (Combined Arms Tactical Group - CATG) bestaat uit 800 fte[2]
- De kleinste groep (Combined Arms Tactical Subgroup - CASTG) bestaat uit 300 VTE.

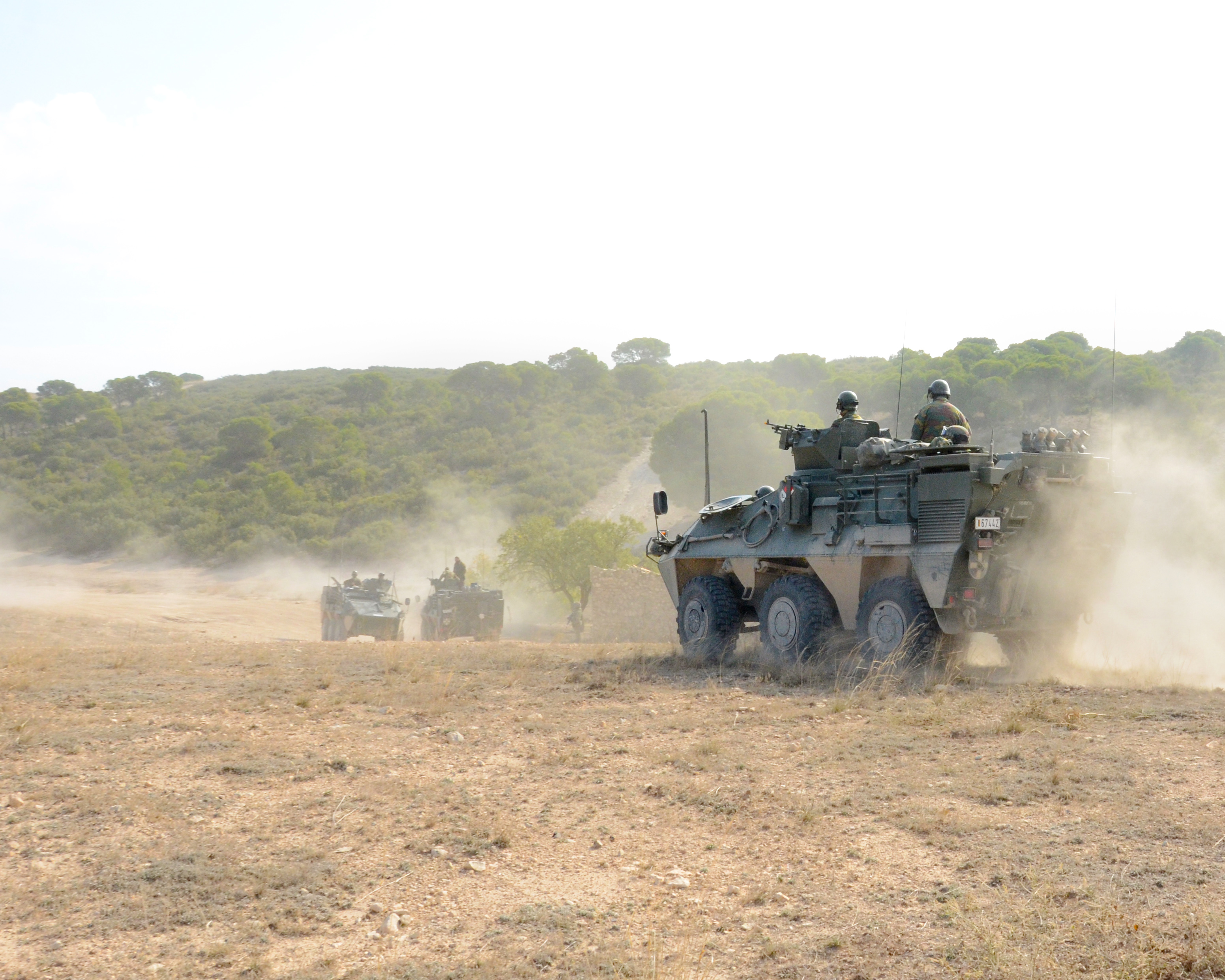

## Organisatie van een maneuverbataljon
Een typische organisatie van een infanteriebataljon in het Belgische leger bestaat uit het volgende:
- bataljonsstaf
- 1ste maneuvercompagnie
- 2de maneuvercompagnie
- 3de maneuvercompagnie
- compagnie reservisten
- ondersteuningscompagnie

## Onderdelen van de gemotoriseerde brigade
- stafcompagnie (Leopoldsburg & Marche en Famenne)
  - Gevechtseenheden
    - maneuverbataljon "carabiniers-grenadiers" (Leopoldsburg)
    - maneuverbataljon "bevrijding-5 linie" (Leopoldsburg)
    - maneuverbataljon "1/3 lansiers" (Marche en Famenne)
    - maneuverbataljon "Ardense jagers" (Marche en Famenne)
    - maneuverbataljon "12/13 linie" (Spa)

  - Gevechtssteuneenheden
    - artilleriebataljon (Brasschaat) met GIAT LG1-houwitzers en 120mm-mortieren
    - 4 bataljon genie (Amay)
    - 11 bataljon genie (Zwijndrecht)
    - ISTAR bataljon (Heverlee)

  - Supporteenheden
    - 4 groep CIS (Marche en Famenne)
    - 10 groep CIS (Leopoldsburg)
    - 4 bataljon logistiek (Marche en Famenne)
    - 18 bataljon logistiek (Leopoldsburg)

  - Trainingseenheden
    - kamp Beverlo (Leopoldsburg)
    - kamp Marche (Marche en Famenne)